# Prateik Babbar
Prateik Babbar (hindi : प्रतीक बब्बर) est un acteur indien, né le 28 novembre 1986. Il est le fils de l'actrice Smita Patil et de l'acteur devenu homme politique Raj Babbar. Sa mère est morte quelques semaines après sa naissance des suites de complications dues à l’accouchement.

## Carrière
Prateik Babbar commence par être l'assistant de production du réalisateur de publicités Prahlad Kakkar pendant un an.
Il fait ses débuts d'acteur dans une production d'Aamir Khan, Jaane Tu Ya Jaane Na, aux côtés d'Imran Khan et de Genelia D'Souza dont il joue le frère. Ce rôle lui vaut les éloges de la critique, un prix spécial d'interprétation aux Filmfare Awards 2009 et le prix du meilleur débutant aux Stardust Awards. Le film est un immense succès commercial.
En 2011, il joue dans Dhobi Ghat, film dans lequel il est également remarqué par la critique. La même année on le voit dans le thriller Dum Maro Dum aux côtés d'Abhishek Bachchan et Rana Daggubati. Dans Aarakshan, film social de Prakash Jha qui aborde la question controversée des quotas, il interprète le rôle de l'ami d'un intouchable, Saif Ali Khan, soutenu par Amitabh Bachchan. Le film se comporte honorablement au box office tandis que My Friend Pinto où il donne la réplique à Kalki Koechlin est un succès mitigé.
L'année suivante, il partage la vedette avec l'actrice Amy Jackson dans Ekk Deewana Tha ; le film est un succès mitigé au box-office.
Prateik Babbar fait la couverture du magazine de luxe des hommes indiens, The Man, en juillet 2011. Parallèlement, il étudie le théâtre avec un autre nouvel acteur Helius D'Souza à la Kishore Kapoor Namith. Les opportunités affluant, il décide de se consacrer à sa carrière d'acteur alors qu'à l'origine il avait pour objectif d'étudier à la New York Film Academy[réf. nécessaire].
Toujours la même année, Prateik Babbar tourne Issaq sorti en 2013, il s'agit d'un film d'action tourné dans la ville sainte de Varanasi.

## Vie privée

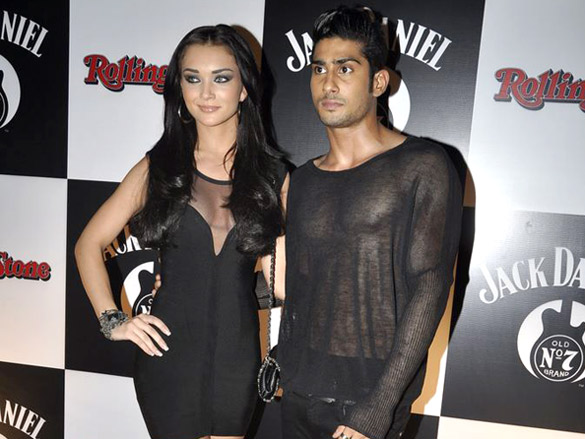
Prateik Babbar et Amy Jackson au Jack Daniels Rock Awards

Prateik Babbar est le fils des acteurs Raj Babbar et Smita Patil, il est le demi-frère de Aarya Babbar également acteur.
Il a été élevé par sa grand-mère maternelle après le décès de sa mère, car son père est retourné avec sa première femme Nadira Babbar.
En 2011, durant le tournage d'Ekk Deewana Tha, Prateik Babbar eu une brève idylle avec l'actrice britannique Amy Jackson, qui s'achève au bout d'un an.
Le 14 février 2025, il épouse l'actrice canadienne d'origine indienne Priya Banerjee (en).

## Filmographie
| Année  | Film                 | Rôle                  | Réalisateur        | Partenaires                                                       | Notes                                                                                    |
| ------ | -------------------- | --------------------- | ------------------ | ----------------------------------------------------------------- | ---------------------------------------------------------------------------------------- |
| 2008   | Jaane Tu Ya Jaane Na | Amit                  | Abbas Tyrewala     | Imran Khan, Genelia D'Souza                                       | Filmfare Award de la meilleure performance, Stardust Awards du meilleure espoir masculin |
| 2011   | Dhobi Ghat           | Munna                 | Kiran Rao          | Aamir Khan, Monica Dogra, Kriti Malhotra                          |                                                                                          |
| 2011   | Dum Maro Dum         | Lorry                 | Rohan Sippy        | Abhishek Bachchan, Bipasha Basu, Rana Daggubati, Aditya Pancholi  |                                                                                          |
| 2011   | Aarakshan            | Sushant               | Prakash Jha        | Amitabh Bachchan, Saif Ali Khan, Manoj Bajpayee, Deepika Padukone |                                                                                          |
| 2011   | My Friend Pinto      | Michael Pinto         | Raaghav Dar        | Kalki Koechlin                                                    |                                                                                          |
| 2012   | Ekk Deewana Tha      | Sachin                | Gautham Menon      | Amy Jackson, Manu Rishi                                           |                                                                                          |
| 2013   | Issaq                | Rahul Mishra          | Manish Tiwary      | Evelyn Sharma                                                     |                                                                                          |
| 2015   | Umrika               | Udai                  | Prashant Nair      | Suraj Sharma, Tony Revolori                                       | Première au festival de Sundance 2015                                                    |
| 2022   | Cobalt Blue          | Énigmatique locataire | Sachin Kundalkar   | Neelay Mehendale, Anjali Sivaraman, Neil Bhoopalam                |                                                                                          |
| Projet | Auroni Taukhon       |                       | Sourav Chakraborty | Paoli Dam, Indraneil Sengupta                                     | Annoncé,                                                                                 |
| Projet | Ishq Kabhi Kariyo Na |                       | Rana Bhatia        | Amy Jackson                                                       |                                                                                          |